# LaMer-Modell

Schematische Darstellung des LaMer-Modells.

Das LaMer-Modell, das von dem amerikanischen Chemiker Victor LaMer (1895–1966) entwickelt wurde, erklärt das Wachstum von Nanopartikeln mithilfe eines kinetischen Ansatzes. Ursprünglich beschrieb LaMer damit erstmals die Herstellung von monodispersen Schwefel-Solen. Das Modell wird heute für das Wachstum verschiedenster Nanoteilchen angewandt. Da die Herstellung von Nanopartikeln gleicher Größe  eine ständige Herausforderung in der Kolloidchemie darstellt, liegt die Bedeutung des Modells in der qualitativen Beschreibung der notwendigen Bedingungen, unter denen monodisperse Nanopartikel entstehen können. Darüber hinaus lassen sich unter Zuhilfenahme der mathematischen Formulierung des Modells Diffusionskoeffizienten quantitativ ermitteln.
Das LaMer-Modell sei vereinfacht anhand der Verdünnungsmethode erklärt. Schwefel ist in Ethanol löslich, in Wasser dagegen unlöslich. Wird zu einer Schwefel-in-Ethanol-Lösung langsam Wasser gegeben, dann sinkt die Löslichkeit des Schwefels in dem Ethanol/Wasser-Gemisch mit steigendem Wasseranteil. Nach Erreichen der Sättigungskonzentration kommt es aufgrund des Fehlens von Nukleationskeimen zu einer Übersättigung. Erst bei Überschreiten einer kritischen Konzentration erfolgt spontan Nukleation des Schwefels zu Nanopartikeln. Die Nukleationsrate ist dann so groß, dass überall in der Lösung gleich große Keime gebildet werden. Dabei kommt es zu einem teilweisen Abbau der Übersättigung, bis die Nukleationsrate wieder auf null sinkt. Die verbliebene Übersättigung baut sich durch Diffusion des Schwefels zu den Keimen unter Vergrößerung der Nanopartikel ab. Hierbei ist zu beachten, dass man stets von einer homogenen Durchmischung der Komponenten ausgeht, so dass die Übersättigung nicht lokal stattfindet.
Monodisperse Nukleationskeime werden mit dieser Methode gebildet, weil bereits ca. 10 % … 20 % Übersättigung zur Nukleation führen. Wird dagegen durch schnelle Zugabe einer großen Menge Wassers zu einer Schwefel-in-Ethanol-Lösung eine hohe Übersättigung hervorgerufen, können viele Keime unterschiedlicher Größe entstehen, was zur Bildung einer polydispersen, sogenannten Schwefelmilch führt.
LaMer erreichte die Übersättigung auch durch die Reaktion 2Na2S2O3 + 2HCl → 2HSO3− + S2 + 4Na+ + 2Cl− in Wasser. In einem bestimmten Konzentrationsbereich der Edukte ist die Bildung von Schwefel so langsam, dass die kritische Übersättigungskonzentration langsam erreicht wird und monodisperse Nanopartikel resultieren. Bei hohen Anfangskonzentrationen führt dagegen die schnelle Übersättigung über die kritische Konzentration hinaus zur Bildung polydisperser Partikel. Bei anderen Systemen ist zusätzlich zwischen binodaler und spinodaler Entmischung zu unterscheiden. Bei letzterer kann eine Phasentrennung ohne Nukleation stattfinden, was ebenfalls zu einem polydispersen Produkt führen kann.
Die Phasen Sättigung → Übersättigung → kritische Übersättigung → schnelle Nukleation → teilweiser Abbau der Übersättigung bis zur Nukleationsrate null → Abbau der Übersättigung durch Diffusion sind von LaMer mathematisch beschrieben worden.